# Didesmus
Didesmus – rodzaj roślin należący do rodziny kapustowatych. Obejmuje dwa gatunki występujące we wschodniej części basenu Morza Śródziemnego – w Afryce północno-wschodniej od Egiptu po Algierię, na Cyprze i w Grecji.

## Morfologia

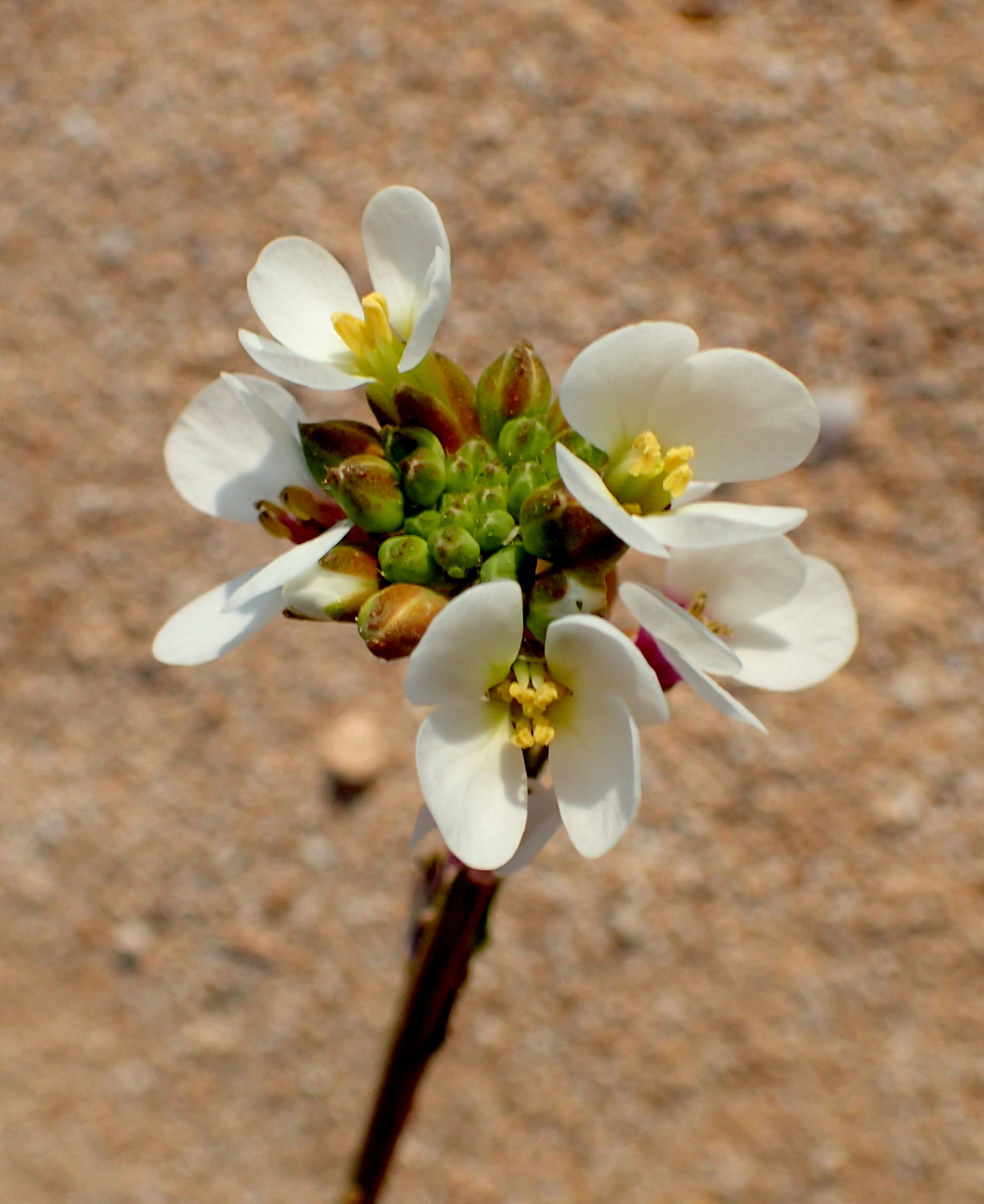
Didesmus aegyptius

PokrójRośliny jednoroczne, szorstko owłosione, włoski proste.
LiścieOdziomkowe i łodygowe, pojedynczo i podwójnie pierzastosieczne do ząbkowanych.
KwiatyZebrane w grona. Działki kielicha prosto wzniesione, boczna para nie jest woreczkowato rozdęta. Płatki korony 4, białe do jasnofioletowych, jajowate, z długim paznokciem. Pręcików 6, czterosilnych, z podługowatymi, u nasady strzałkowatymi pylnikami. Zalążnia górna z dwoma zalążkami zwieńczona jest okazałą szyjką słupka i całobrzegim znamieniem.
OwoceŁuszczyny lub łuszczynki jajowate do lancetowatych, zwykle czterokanciaste, wzniesione lub odgięte, zróżnicowane na dwie części, obie jednonasienne.

## Systematyka
Pozycja systematyczna
Rodzaj należy do rodziny kapustowatych (Brassicaceae), a w jej obrębie do plemienia Brassiceae. Gatunki tu zaliczane pierwotnie opisane zostały jako reprezentujące rodzaj reż Myagrum. Sugerowane jest włączenie tych roślin do rodzaju Erucaria lub rukwiel Cakile.
Wykaz gatunków
- Didesmus aegyptius (L.) Desv.
- Didesmus bipinnatus (Desf.) DC.